# India az 1984. évi nyári olimpiai játékokon
India az egyesült államokbeli Los Angelesben megrendezett 1984. évi nyári olimpiai játékok egyik részt vevő nemzete volt. Az országot az olimpián 7 sportágban 48 sportoló képviselte, akik érmet nem szereztek.

## Atlétika
Férfi
| Versenyző        | Versenyszám     | Előfutam | Előfutam | Előfutam | Negyeddöntő | Negyeddöntő | Negyeddöntő | Elődöntő | Elődöntő | Elődöntő | Döntő   | Döntő    |
| Versenyző        | Versenyszám     | Idő      | Hely.    | Össz.    | Idő         | Hely.       | Össz.       | Idő      | Hely.    | Össz.    | Idő     | Helyezés |
| ---------------- | --------------- | -------- | -------- | -------- | ----------- | ----------- | ----------- | -------- | -------- | -------- | ------- | -------- |
| Charles Borromeo | 800 m           | 1:51,52  | 5.       | 45.*     | kiesett     | kiesett     | kiesett     | kiesett  | kiesett  | kiesett  | kiesett | kiesett  |
| Siri Chand Ram   | 20 km gyaloglás |          |          |          |             |             |             |          |          |          | 1:30:06 | 22.      |

| Versenyző    | Versenyszám   | Selejtező | Selejtező | Döntő    | Döntő    |
| Versenyző    | Versenyszám   | Eredmény  | Helyezés  | Eredmény | Helyezés |
| ------------ | ------------- | --------- | --------- | -------- | -------- |
| Gurtej Singh | Gerelyhajítás | 70,08 m   | 25.       | kiesett  | kiesett  |

Női
| Versenyző                                                  | Versenyszám     | Előfutam | Előfutam | Előfutam | Elődöntő | Elődöntő | Elődöntő | Döntő   | Döntő    |
| Versenyző                                                  | Versenyszám     | Idő      | Hely.    | Össz.    | Idő      | Hely.    | Össz.    | Idő     | Helyezés |
| ---------------------------------------------------------- | --------------- | -------- | -------- | -------- | -------- | -------- | -------- | ------- | -------- |
| Shiny Abraham-Wilson                                       | 800 m           | 2:04,69  | 4.       | 16.      | 2:05,42  | 8.       | 15.*     | kiesett | kiesett  |
| Geeta Zutshi                                               | 3000 m          | 9:40,63  | 8.       | 24.      |          |          |          | kiesett | kiesett  |
| P. T. Usha                                                 | 400 m gát       | 56,81    | 2.       | 5.       | 55,54    | 1.       | 3.       | 55,42   | 4.       |
| M. D. Valsamma                                             | 400 m gát       | 1:00,03  | 5.       | 22.      | kiesett  | kiesett  | kiesett  | kiesett | kiesett  |
| M. D. Valsamma Vandana Rao Shiny Abraham-Wilson P. T. Usha | 4 × 400 m váltó | 3:33,85  | 4.       | 7.       |          |          |          | 3:32,49 | 7.       |

* - egy másik versenyzővel azonos eredményt ért el

## Birkózás
Szabadfogású
| Versenyző            | Versenyszám | Vigaszágas kiesés | Vigaszágas kiesés | 5. helyért                   | Bronz- mérkőzés         | Döntő             | Helyezés    |
| Versenyző            | Versenyszám | Ellenfél Eredmény | Hely.             | Ellenfél Eredmény            | Ellenfél Eredmény       | Ellenfél Eredmény | Helyezés    |
| -------------------- | ----------- | --- | ----------------- | ---------------------------- | ----------------------- | ----------------- | ----------- |
| Sunil Dutt           | 48 kg       | A csoport · Szon Gapto (Son Gap-Do) (KOR) · 0–12 · Kent Andersson (SWE) · 0–0 | 4.                | kiesett                      | kiesett                 | kiesett           | 7.          |
| Mahabir Singh        | 52 kg       | B csoport · Bernardo Olvera (MEX) · 12–0 · Talla Diaw (SEN) · kétvállas · Joe Gonzales (USA) · kétvállas · Döntő · Takada Júdzsi (JPN) · 2–14 · Šaban Trstena (YUG) · kétvállas                                     | 3.                | Arslan Seyhanlı (TUR) · 5–14 |                         |                   | 6.          |
| Rohtas Singh         | 57 kg       | A csoport · Simon N'Kondag (CMR) · kétvállas · Saúl Leslie (PAN) · 12–0 · a 3. fordulóban erőnyerő · Tomijama Hideaki (JPN) · kétvállas · Döntő · Tomijama Hideaki (JPN) · kétvállas · Orlando Cáceres (PUR) · 4–12 | 3.                | Zoran Šorov (YUG) · 3–2      |                         |                   | 5.          |
| Gian Singh           | 62 kg       | B csoport · Cris Brown (AUS) · 2–6 · Mark Dunbar (GBR) · 6–5 · Randy Lewis (USA) · 0–12 | 5.                | kiesett                      | kiesett                 | kiesett           | helyezetlen |
| Jagmander Singh      | 68 kg       | B csoport · Gustavo Manzur (ESA) · 14–0 · Ju Inthak (Yu In-Tak) (KOR) · 7–19 · Eric Brulon (FRA) · 10–5 · Fevzi Şeker (TUR) · kétvállas                                                                             | 5.                | kiesett                      | kiesett                 | kiesett           | helyezetlen |
| Rajinder Singh       | 74 kg       | B csoport · Higucsi Naomi (JPN) · 5–2 · Mohamed Zayar (SYR) · 4–3 · Seidu Olawale (NGR) · 6–2 · Martin Knosp (FRG) · kétvállas · Döntő · Marc Mongeon (CAN) · 9–0                                                   | 2.                |                              | Šaban Sejdi (YUG) · 1–5 |                   | 4.          |
| Jai Prakash          | 90 kg       | B csoport · Abdul Breesam Rahman (IRQ) · 9–2 · Michele Azzola (ITA) · kétvállas | 6.                | kiesett                      | kiesett                 | kiesett           | helyezetlen |
| Kartar Dhillon Singh | 100 kg      | A csoport · Karl-Johan Gustavsson (SWE) · 15–2 · Joseph Atiyeh (SYR) · kétvállas · Vasile Puşcaşu (ROU) · 5–6 | 4.                | kiesett                      | kiesett                 | kiesett           | 7.          |

## Gyeplabda

### Férfi
| Indiai férfi gyeplabdacsapat-játékoskeret | Indiai férfi gyeplabdacsapat-játékoskeret |
| --- | --- |
| - Romeo James - Manohar Topno - Vineet Kumar Sharma - Somaya Muttana Maneypandey - Joaquim Carvalho - Rajinder Singh - Charanjit Kumar - Merwyn Fernandis | - Hardeep Singh - Muhammad Shahid - Zafar Iqbal - Neel Kamal Singh - Iqbaljit Singh Grewal - Ravinder Pal Singh - Marcellus Gomes - Jalal-ud-Din Syed Rizvi |

#### Eredmények
Csoportkör
A csoport
| Csapat                 | M | Gy | D | V | G+ | G– | Gk  | P  |
| ---------------------- | - | -- | - | - | -- | -- | --- | -- |
| Ausztrália (AUS)       | 5 | 5  | 0 | 0 | 17 | 4  | +13 | 10 |
| NSZK (FRG)             | 5 | 3  | 1 | 1 | 12 | 4  | +8  | 7  |
| India (IND)            | 5 | 3  | 1 | 1 | 14 | 9  | +5  | 7  |
| Spanyolország (ESP)    | 5 | 2  | 0 | 3 | 11 | 12 | –1  | 4  |
| Malajzia (MAS)         | 5 | 1  | 0 | 4 | 6  | 17 | –11 | 2  |
| Egyesült Államok (USA) | 5 | 0  | 0 | 5 | 4  | 18 | –14 | 0  |

| 1984. július 29. 17:15 | India (IND) | 5–1 | Egyesült Államok (USA) |  |
| 1984. július 29. 17:15 | (2–1)       |     |                        |  |

| 1984. július 31. 16:15 | India (IND) | 3–1 | Malajzia (MAS) |  |
| 1984. július 31. 16:15 | (1–1)       |     |                |  |

| 1984. augusztus 2. 8:30 | India (IND) | 4–3 | Spanyolország (ESP) |  |
| 1984. augusztus 2. 8:30 | (2–0)       |     |                     |  |

| 1984. augusztus 4. 9:45 | Ausztrália (AUS) | 4–2 | India (IND) |  |
| 1984. augusztus 4. 9:45 | (1–0)            |     |             |  |

| 1984. augusztus 6. 13:45 | NSZK (FRG) | 0–0 | India (IND) |  |
| 1984. augusztus 6. 13:45 |            |     |             |  |

Az 5–8. helyért
| 1984. augusztus 9. 8:00 | India (IND) | 1–0 | Új-Zéland (NZL) |  |
| 1984. augusztus 9. 8:00 | (0–0)       |     |                 |  |

Az 5. helyért
| 1984. augusztus 11. 11:00 | India (IND) | 5–2 | Hollandia (NED) |  |
| 1984. augusztus 11. 11:00 | (2–2)       |     |                 |  |

| Csapat      | Helyezés |
| ----------- | -------- |
| India (IND) | 5.       |

## Ökölvívás
| Versenyző      | Versenyszám  | Selejtező                    | 32-es főtábla             | Nyolcaddöntő              | Negyeddöntő       | Elődöntő          | Döntő             | Helyezés |
| Versenyző      | Versenyszám  | Ellenfél Eredmény            | Ellenfél Eredmény         | Ellenfél Eredmény         | Ellenfél Eredmény | Ellenfél Eredmény | Ellenfél Eredmény | Helyezés |
| -------------- | ------------ | ---------------------------- | ------------------------- | ------------------------- | ----------------- | ----------------- | ----------------- | -------- |
| Jaslal Pradhan | Kisváltósúly | Dhawee Umponmaha (THA) · 0:5 | kiesett                   | kiesett                   | kiesett           | kiesett           | kiesett           | 33.      |
| Kaliq Singh    | Nehézsúly    |                              | Naasan Ajjoub (SYR) · 5:0 | Henry Tillman (USA) · RSC | kiesett           | kiesett           | kiesett           | 9.       |

RSC – a mérkőzésvezető megállította a mérkőzést

## Sportlövészet
Férfi
| Versenyző           | Versenyszám          | Pont | Helyezés |
| ------------------- | -------------------- | ---- | -------- |
| Rajinder Kumar Vij  | Gyorstüzelő pisztoly | 578  | 32.      |
| Mohinder Lal        | Gyorstüzelő pisztoly | 577  | 34.      |
| Baljit Singh Kharab | Szabadpisztoly       | 539  | 31.      |
| Bhagirath Samai     | Légpuska             | 562  | 39.      |
| Bhagirath Samai     | Sportpuska, fekvő    | 583  | 45.      |

Női
| Versenyző  | Versenyszám           | Pont | Helyezés |
| ---------- | --------------------- | ---- | -------- |
| Soma Dutta | Légpuska              | 376  | 22.      |
| Soma Dutta | Sportpuska, összetett | 562  | 17.      |

Nyílt
| Versenyző               | Versenyszám | Pont | Helyezés |
| ----------------------- | ----------- | ---- | -------- |
| Mansher Singh           | Trap        | 176  | 35.      |
| Randhir Singh           | Trap        | 176  | 35.      |
| Harisimran Singh Sandhu | Skeet       | 166  | 64.      |

## Súlyemelés
| Versenyző               | Versenyszám | Szakítás                 | Szakítás                 | Lökés    | Lökés    | Összesen | Helyezés |
| Versenyző               | Versenyszám | Eredmény                 | Helyezés                 | Eredmény | Helyezés | Összesen | Helyezés |
| ----------------------- | ----------- | ------------------------ | ------------------------ | -------- | -------- | -------- | -------- |
| Mahendran Kannan        | 52 kg       | 100,0                    | 6.                       | 115,0    | 13.      | 215,0    | 10.      |
| Manikyalu Malla Venkata | 52 kg       | érvényes kísérlet nélkül | érvényes kísérlet nélkül | kiesett  | kiesett  | kiesett  | kiesett  |
| Deven Govindasami       | 56 kg       | 105,0                    | 8.                       | 130,0    | 11.      | 235,0    | 10.      |
| Kamalakanta Santra      | 60 kg       | 95,0                     | 17.                      | 130,0    | 15.      | 225,0    | 15.      |

## Vitorlázás
Nyílt
| Versenyző                      | Versenyszám    | Futam | Futam | Futam | Futam | Futam | Futam  | Futam | Pontszám | Helyezés |
| Versenyző                      | Versenyszám    | 1     | 2     | 3     | 4     | 5     | 6      | 7     | Pontszám | Helyezés |
| ------------------------------ | -------------- | ----- | ----- | ----- | ----- | ----- | ------ | ----- | -------- | -------- |
| Dhruv Bhandari Farokh Tarapore | 470-es osztály | 21,0  | 26,0  | 18,0  | 24,0  | 17,0  | (35,0) | 23,0  | 129,0    | 17.      |